# Elektroherd

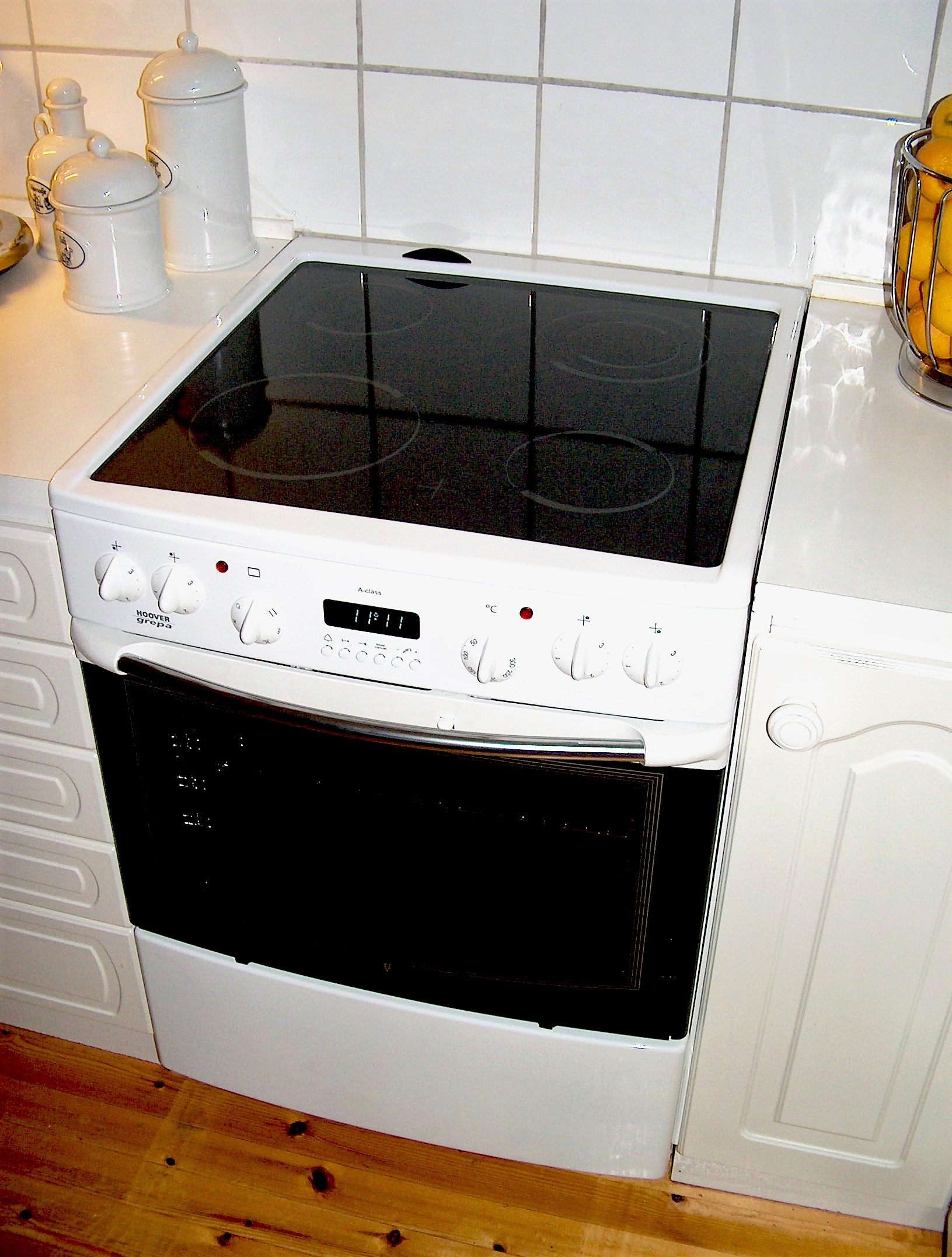
Elektroherd als freistehendes Gerät (mit Glaskeramik-Kochfeld und Backofen)

Ein Elektroherd (kurz E-Herd) ist ein Großelektrogerät, das in Küchen für die Zubereitung bzw. Erhitzung von Nahrung gebraucht wird. Der erste Elektroherd wurde 1893 bei der Weltausstellung in Chicago vorgestellt.
Der Begriff Herd bezeichnet die Kochstelle, auf der Essen gekocht wird. Als Weiterentwicklung des offenen Herdfeuers mit Rauchabzug diente dazu der meist holzbefeuerte Tischherd, ein Kombinationsgerät mit zwei Bereichen: dem Kochfeld mit den Kochplatten oben (zum Erhitzen von Töpfen und Pfannen) und dem Backofen (der Backröhre) unten (zum Backen und Braten). Aus dem Tischherd für feste Brennstoffe wurde der elektrisch betriebene Elektroherd (und der Gasherd) weiterentwickelt.
In modernen Küchen werden diese Funktionen meist auf zwei getrennte Geräte aufgeteilt. Das hat unter anderem den Vorteil, dass der Backofen getrennt vom Kochfeld eingebaut werden kann, beispielsweise im ergonomisch günstigen Hocheinbau. Ein solches autarkes Kochfeld wird als Kochstelle bezeichnet. Ferner wird zwischen Einbauherd und Stand-/Anstellherd unterschieden, wobei letzterer nicht fest im Küchenmöbel integriert ist.
Die Steuerung des Elektroherdes erfolgt in der Regel über Drehschalter, beispielsweise 7-Takt- und 4-Takt-Schalter oder stufenlose Thermostatschalter.

## Geschichte

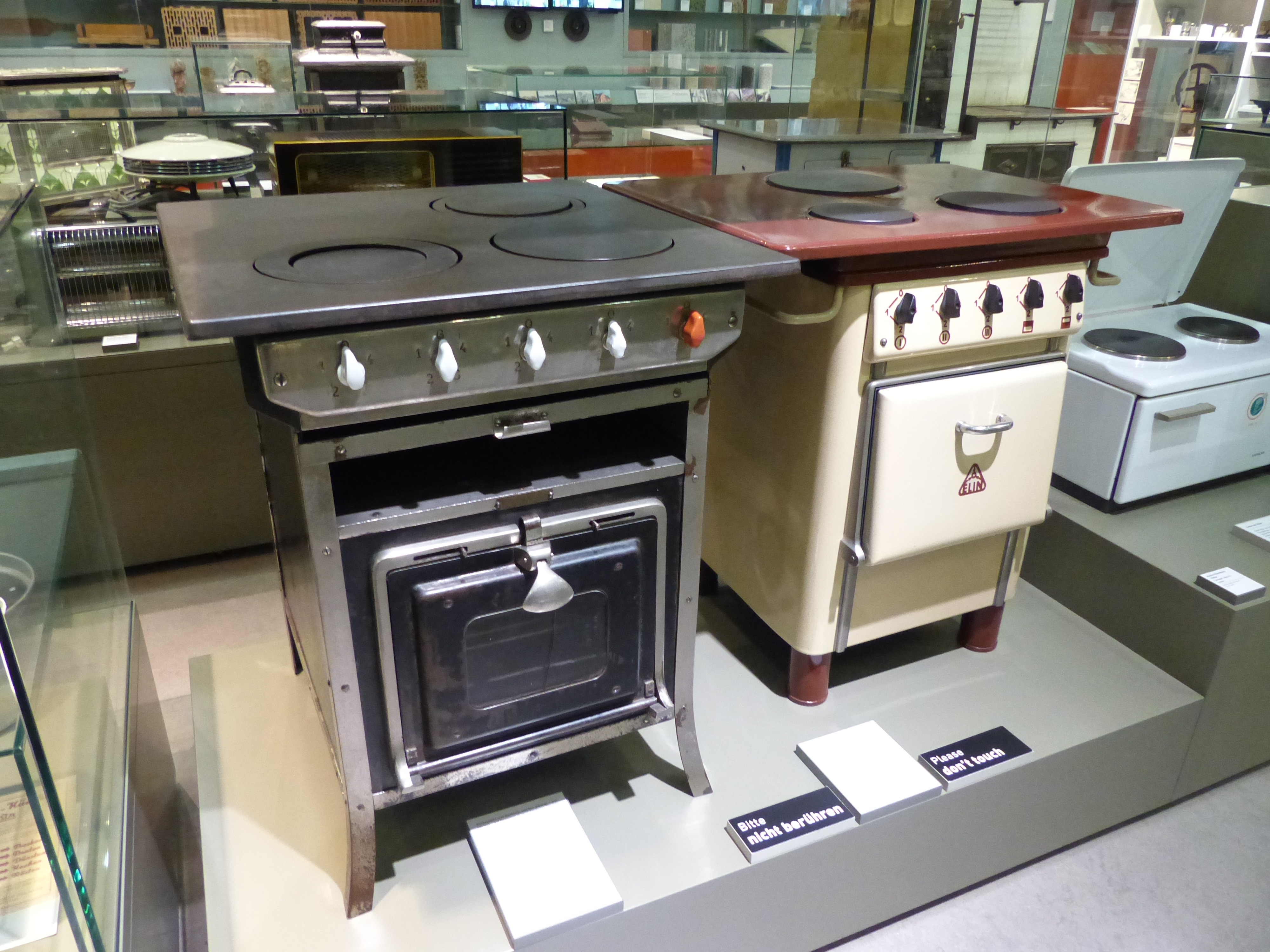
Elektroherde aus der Zeit 1930–1940, Technisches Museum Wien

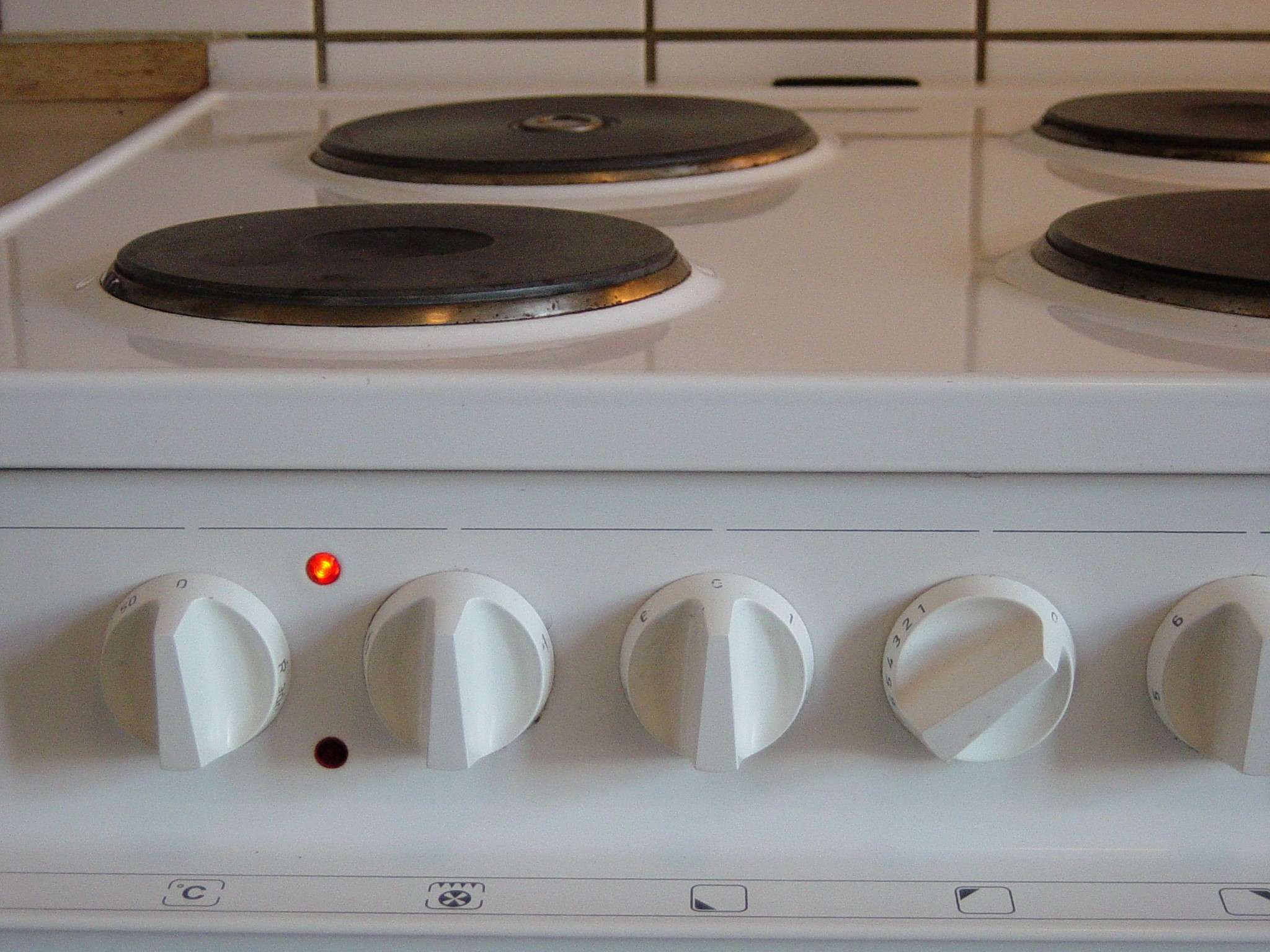
Vierplattenherd mit integriertem Backofen

George B. Simpson erfand den Elektroherd in den 1850er Jahren. In die Platte eines Kohleherdes integrierte er einen Draht, der mit elektrischem Strom erwärmt wurde. Am 20. September 1859 erhielt er ein US-Patent auf diesen electroheater. Da damals jedoch kaum Haushalte über Strom verfügten und man an dem Herd außer durch Ein- und Ausschalten nicht die Temperatur regeln konnte, wurden nur sehr wenige Exemplare nachgefragt. Zudem waren die Herde noch sehr teuer. Daher bevorzugten viele Haushalte einen Gasherd, zumal Gas für Beleuchtungszwecke in vielen Häusern vorhanden war. 
Erst ab den 1920er Jahren – nach vielen technischen Weiterentwicklungen – verbreitete sich der Elektroherd in den USA und in Europa. Bis in die 1950er Jahre blieben Elektroherde Luxusgüter. In manchen europäischen Ländern konnte sich der Elektroherd bis heute noch nicht durchsetzen. Ein Grund dafür ist der hohe Anschlusswert eines Vierplattenherdes von etwa 10 kW, der die Elektroinstallation vieler Haushalte überfordert.

## Anschluss

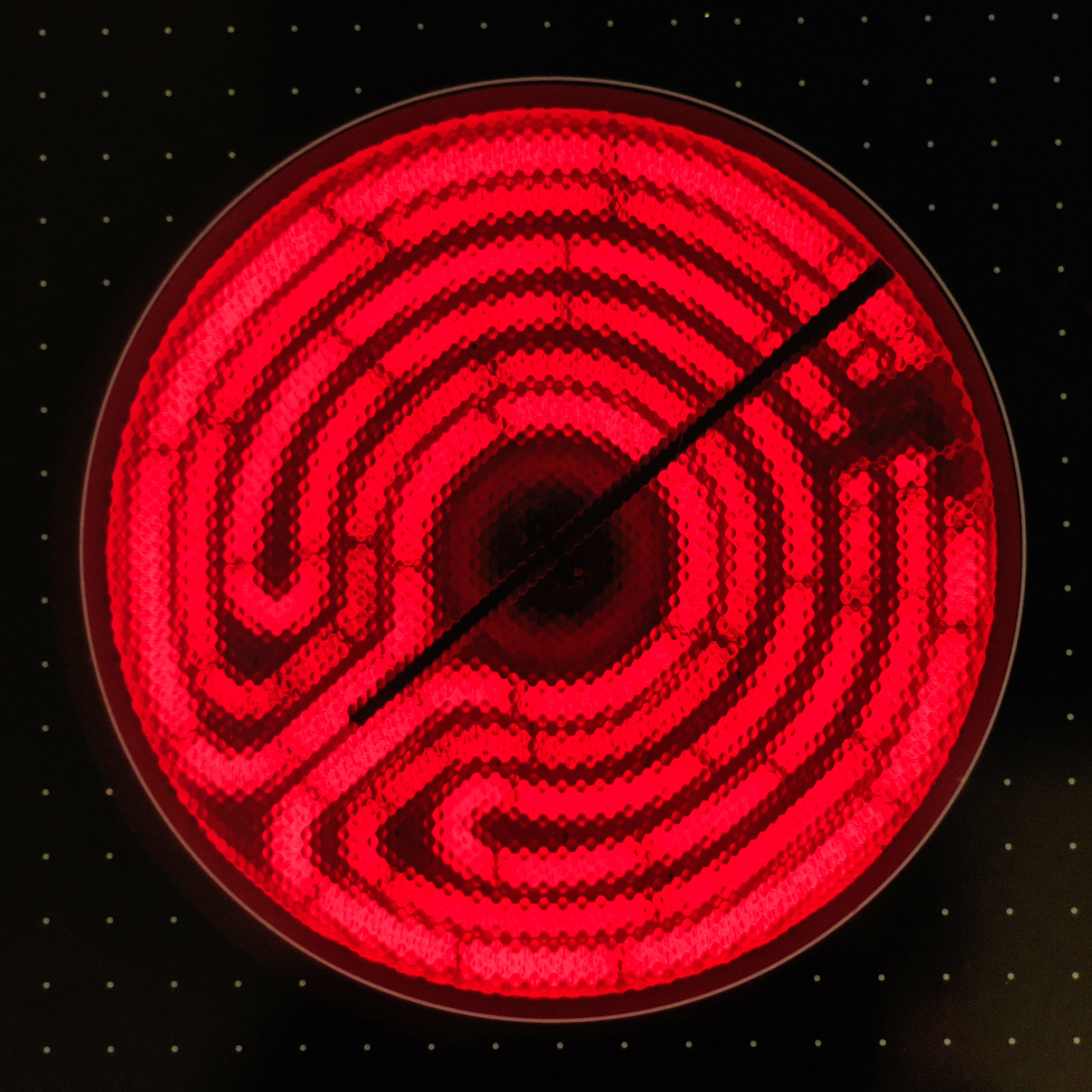
Heiße Kochplatte eines E-Herds mit Glaskeramik-Oberfläche

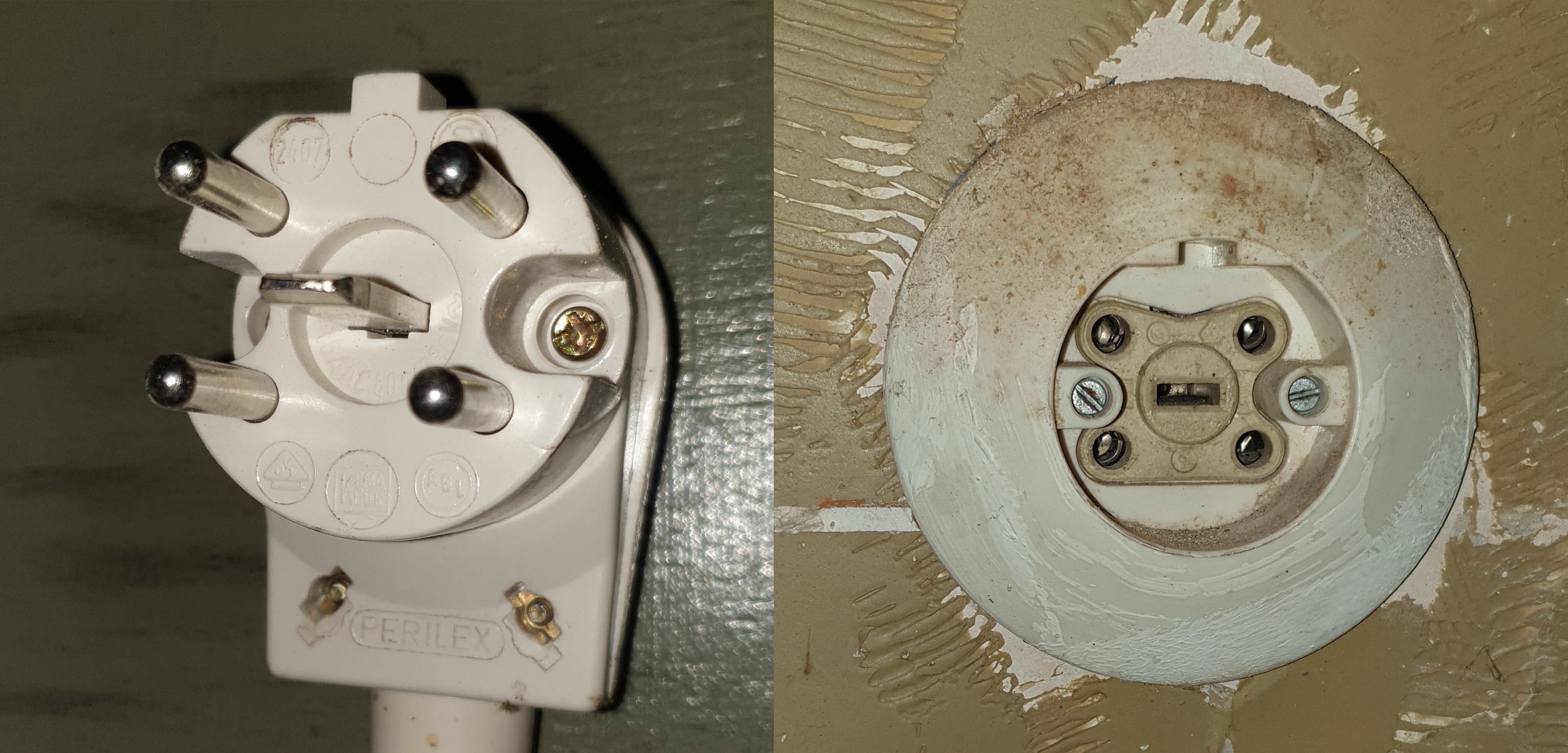
Perilex-Stecker und Steckdose zur Stromversorgung eines Backofens bzw. Kochherdes

In vielen Ländern Europas verbindet man Elektroherde bevorzugt als „Festanschluss“ mittels einer Herdanschlussdose mit dem Stromnetz; in der Schweiz hingegen werden die vom Leerrohr kommenden Adern direkt angeschlossen. Für die Energieversorgung ist ein 400-V-Dreiphasen-Wechselstromanschluss üblich, speziell in älteren Installationen waren aber auch einphasige 230-V-Versorgungen üblich.
Die DIN 18015-1 fordert in 5.2.5 Wohnungsanlagen einen Drehstromanschluss mit einer zulässigen Strombelastbarkeit von mindestens 20 A.
In Deutschland dürfen gemäß Niederspannungsanschlussverordnung, die Bestandteil der Verträge zwischen Energieversorgungsunternehmen und Tarifkunden ist, Anschlussarbeiten außer durch den Netzbetreiber nur durch eine Fachkraft durchgeführt werden. In Österreich sieht dies das Bundesgesetz über Sicherheitsmaßnahmen, Normalisierung und Typisierung auf dem Gebiete der Elektrotechnik (Elektrotechnikgesetz 1992 – ETG 1992) vor.